# Scalmicauda niveiplaga
Scalmicauda niveiplaga är en fjärilsart som beskrevs av George Francis Hampson 1910. Scalmicauda niveiplaga ingår i släktet Scalmicauda och familjen tandspinnare. Inga underarter finns listade.